# Apache UIMA
Apache UIMA (dall'inglese Unstructured Information Management Architecture) è un framework, sviluppato nei linguaggi di programmazione Java e C++, per il trattamento e l'analisi di informazioni semi-strutturate, e l'estrazione di informazioni da esse.
Fa parte dei software sviluppati dalla Apache Software Foundation.
UIMA definisce un'interfaccia per le varie componenti di analisi (Analysis Engine) che lo sviluppatore può implementare (ad esempio, conversione di file binario in testo, annotazione di concetti o di nomi propri, conversione in formato XML...).
In sintesi, una volta definiti dei descriptors (file in formato XML) per i diversi componenti (che indicano tra l'altro i dati in entrata ed in uscita) ed un descriptor che definisce la pipeline completa (sequenza ordinata di trattamenti ad effettuare), tramite una semplice API è possibile lanciare il trattamento dei dati.